# Абель Рудольф Іванович
Рудольф Іванович Абель, він же Мартін Колінз, він же Марк, він же Еміль Ґолдфус (справжнє ім'я Вільям Генріхович Фішер; 11 липня 1903, Ньюкасл, Велика Британія — 15 листопада 1971, Москва, РРФСР) — радянський розвідник, співробітник IV управління НКВС, пізніше полковник КДБ. З 1948 року працював в США, в 1957 році був заарештований. 10 лютого 1962 був обміняний на збитого над СРСР пілота американського розвідувального літака U-2 Ф. Г. Пауерса та американського студента-економіста Фредеріка Прайора.

## Біографія
Син російських німців, політемігрантів. Батько був активістом партії більшовиків, був знайомий з Леніним, виконував різноманітні партійні завдання за кордоном. Після  більшовицького жовтневого перевороту повернувся до РРФСР.
Молодий Вільям Фішер мав чималий талант маляра; розпочав свою кар'єру в органах держбезпеки СРСР в 1927 році. Працював у Комінтерні, перекладачем в органах радянської розвідки і контррозвідки. Під час другої світової війни як радист і знавець німецької мови брав участь у «радіоіграх» проти німецького абверу.
Після війни був нелегально засланий до США, де під прикриттям біографії-легенди «єврейського біженця з Литви» та під фальшивим прізвищем «Ґолдфус» відкрив у Нью-Йорку фотоательє, яке слугувало ланкою зв'язку у радянській шпигунській мережі в США.

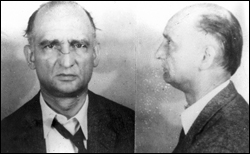
Рудольф Абель в ув'язненні. 1957

У 1957 році заарештований у США та засуджений американським судом до 30 років каторги. Згідно з офіційною радянською версією, Абеля-Фішера видав молодий співробітник радянської резидентури в США радист Рейно Хейханен. Після свого арешту Абель-Фішер начебто не пішов на співробітництво зі слідством («не зрадив СРСР» та «не пішов на перевербовку») — не назвав своє справжнє ім'я та громадянство та не видав американським слідчим жодного з інших радянських агентів. У 1962 році Абель-Фішер був переданий СРСР у результаті обміну на американського пілота Ф. Пауерса, розвідувальний літак якого 1 травня 1960 року було збито у радянському повітряному просторі.
Після повернення до СРСР далі працював в апараті КДБ, до оперативної роботи його більше не допускали. Також і відкрито на публіці він ніколи не з'являвся. Лише одного разу зробив коротку передмову в радянському шпигунсько-патріотичному трилері «Мертвий сезон». У 1990 була видана поштова марка з його портретом і фальшивим «ім'ям». Справжнє ім'я за радянської доби так і не було розсекречено та оприлюднено. Фішеру-Абелю також не було підвищене його військове звання до генерал-майора.
Помер від раку легенів (багато курив).

## У мистецтві
У 1968 році в СРСР на кіностудії "Ленфільм" було знято двосерійний художній фильм «Мертвий сезон», присвячений діяльності Рудольфа Абеля (у головній ролі Донатас Баніоніс).
Історію ув'язнення та обміну Абеля на Пауерса та Прайора показано в фільмі Стівена Спілберга «Міст шпигунів» (2015).

## Виноски
1. 1 2  Encyclopædia Britannica
2. 1 2  SNAC — 2010.
3. ↑  http://www.britannica.com/EBchecked/topic/1030/Rudolf-Abel
4. ↑  http://www.britannica.com/biography/Rudolf-Abel
5. 1 2 3  Чеська національна авторитетна база даних
6. ↑  Інтерв'ю начальника нелегальної розвідки КДБ генерал-майора Юрія Дроздова. Архів оригіналу за 31 грудня 2013. Процитовано 30 грудня 2013.
7. ↑  Малая энциклопедия персоналий:2000 великих людей. — М.: ООО «Издательство АСТ»; Харьков: «Торсинг», 2001. — 656 с.: ил.